# 斯托克利 (特拉華州)
斯托克利（英語：Stockley）是位於美國特拉華州蘇塞克斯縣的一個非建制地區。該地的面積和人口皆未知。

## 地理
斯托克利的座標為38°38′27″N 75°20′24″W / 38.64083°N 75.34000°W，而該地的平均海拔高度為12米（即39英尺）。